# Корсиканец (фильм)
«Корсиканец» (фр. L'Enquête corse; «Расследование по-корсикански») — французский художественный фильм 2004 года.

## Сюжет
По циклу популярных во Франции комиксов. Парижский нотариус поручает знаменитому детективу Джеку Палмеру найти своего пропавшего клиента на Корсике. Детектив погружается в неземную красоту корсиканских пейзажей, блуждает по склонам, увитыми виноградными лозами и поросшими оливковыми деревьями. Но ему пришлось приложить немало усилий для того, чтобы адаптироваться к необычному менталитету жителей этого дерзкого и прекрасного острова…

## В ролях
| Актёр            | Роль                                                   |
| ---------------- | ------------------------------------------------------ |
| Жан Рено         | Анж Леони                                              |
| Кристиан Клавье  | Реми Франсуа — псевдоним Джек Палмер, частный детектив |
| Катерина Мурино  | Леа                                                    |
| Пидо             | Стэфано Фиголи                                         |
| Дидье Фламан     | Даржан                                                 |
| Альбер Дре       | капитан жандармов                                      |
| Элизабет Каза    | Жозефа                                                 |
| Венсан Солиньяк  | консул Бельгии                                         |
| Пьер Саласка     | Маттео                                                 |
| Кристиана Кониль | Мария Леони                                            |
| Ален Маратрат    | Де Вламанк                                             |
| Франсуа Орсони   | Бальдуччи                                              |
| Натанаэль Маини  | Граппа                                                 |
| Ксавье де Гийбон | владелец виллы                                         |

## Съёмки
Начальная сцена была снята в старом порту Бастии. Сцена в суде – в ратуше  коммуны Венсен.  Некоторые сцены, которые должны были представлять  Аяччо, были сняты в Л’Иль-Русe, а также в Сент-Люси-де-Таллано.

## Продакт-плейсмент
Основные спонсоры фильма Rolex, Lada-France, BMW, Bang & Olufsen и другие.